# Filur (is)
 For alternative betydninger, se Filur. (Se også artikler, som begynder med Filur)
Filur-isen blev lanceret i 1972 af is-producenten Frisko. Isen er en gul sodavandsis med rød top og et smilende rødt ansigt. Den har smag af appelsin og hindbær.
Da Filur først kom på markedet i 1972, var isen rød med gul top, og den havde ikke noget ansigt. Ansigtet blev først tilføjet i 1982, da Frisko gentænkte Filur-isen. Ansigtet stammer fra Friskos daværende logo.
Filur-isen har også en drink opkaldt efter sig, som deler farver og smage med isen i sin oprindelige form.